# 이나과섬

이나과 섬

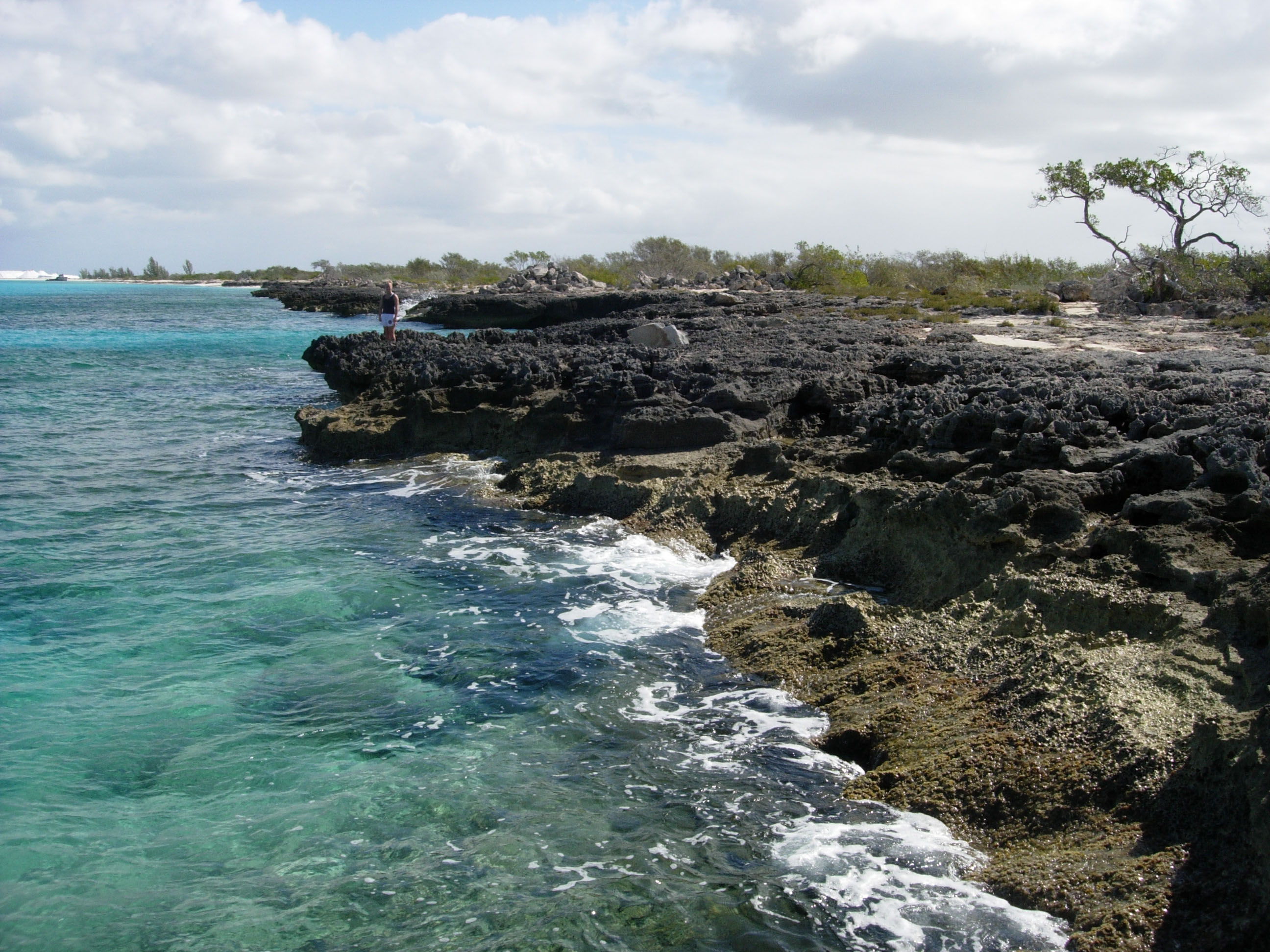
이나과 섬 연안

이나과섬(영어: Inagua)은 바하마 최남단에 위치한 섬으로 면적은 1,679km2, 인구는 911명(2010년 기준)이다. 그레이트이나과 섬(Great Inagua)과 리틀이나과 섬(Little Inagua)으로 나뉘며 쿠바에서 동쪽으로 90km 정도 떨어진 곳에 위치한다.